# Guadalhorce
Le Guadalhorce (de l'arabe Ouadi Al-Khors - وَادِي الخُرْس) est un fleuve  du sud-est de l'Espagne, qui arrose principalement la province de Malaga.

## Géographie
Le Guadalhorce est long de 166 km avec un débit annuel de 8 m3/s. Il prend sa source au pied de la Sierra de Alhama dans la province de Grenade, et rejoint la Méditerranée à l'ouest de la ville de Malaga.
Il traverse les communes de Villanueva del Trabuco, Villanueva del Rosario, Archidona, Antequera, Ardales, Álora, Pizarra, Alhaurín el Grande, Cártama, Alhaurín de la Torre y Málaga.
Il fournit l'électricité et l'eau à la ville de Malaga avec les centrales hydroélectriques de Gobantes, Paredones, Gaitanejo et El Chorro ; une nouvelle centrale est en construction à son embouchure.
Le défilé des Gaitanes (es), classé Parc naturel, est un canyon de 7 km de long qui sépare le vallon de Malaga et l'anfractuosité d'Antequera. Cette région se nomme Valle del Guadalhorce et constitue une comarque de plusieurs municipalités.